# カムニン駅
カムニン駅（カムニンえき、英語: Kamuning Station、別名: GMA-カムニン駅（ジーエムエー-カムニンえき、英語: GMA Kamuning Station））は、フィリピン・マニラ首都圏のケソン市にあるマニラMRT3号線の駅。駅名は駅が位置しているバランガイ・カムニンに由来している。

## 歴史
- 1999年12月15日：開業。

## 駅構造
島式ホーム1面2線を有する高架駅である。

## 駅周辺
- Timog Avenue
- GMA Network Center（GMAネットワーク本社）
- Public-Private Partnership Center
- Land Transportation Office
- Department of Public Works and Highways
- Philippine Statistics Authority
- Philippine Heart Center
- Quezon City Hall

## ギャラリー

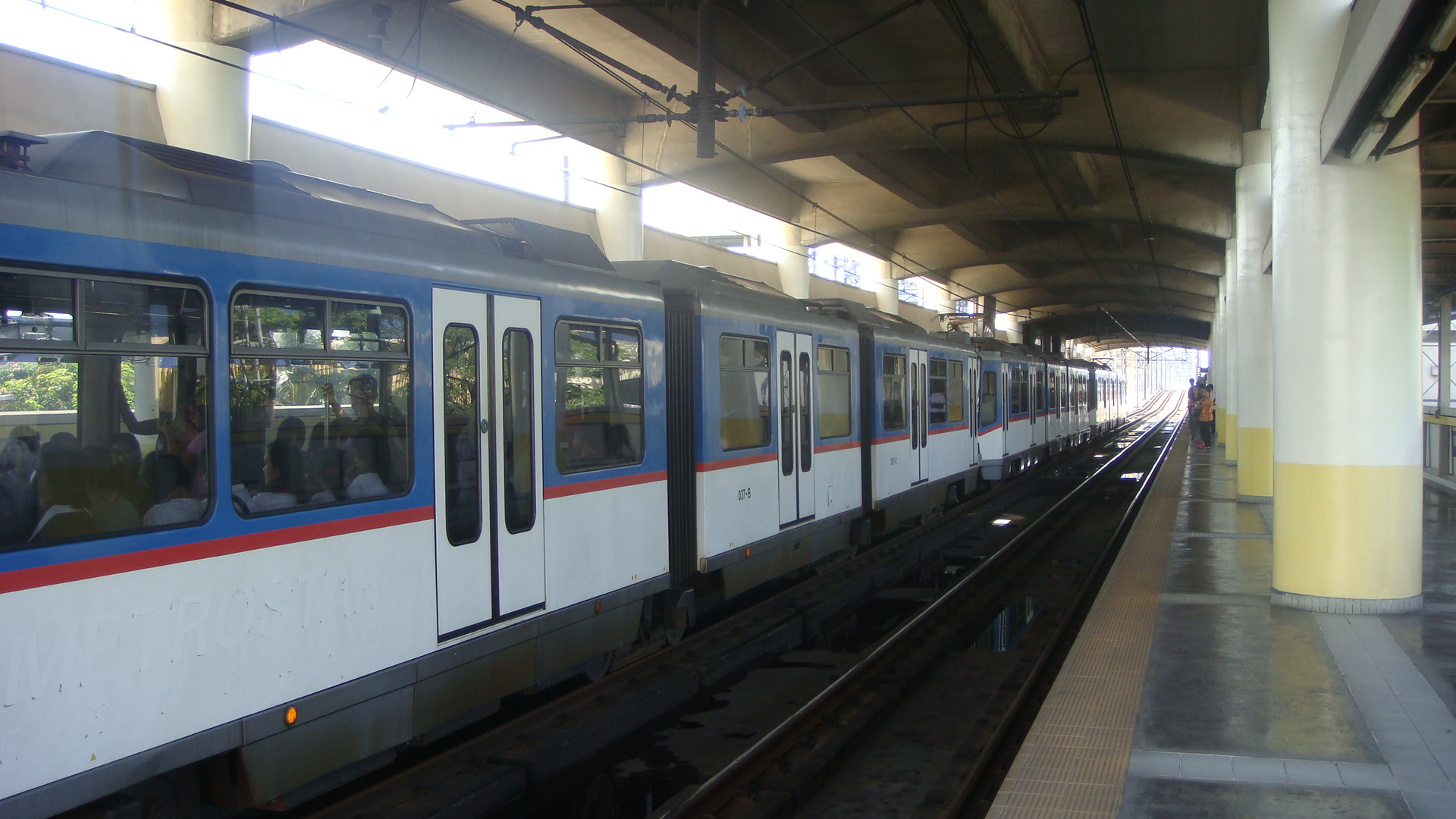
駅に到着する電車
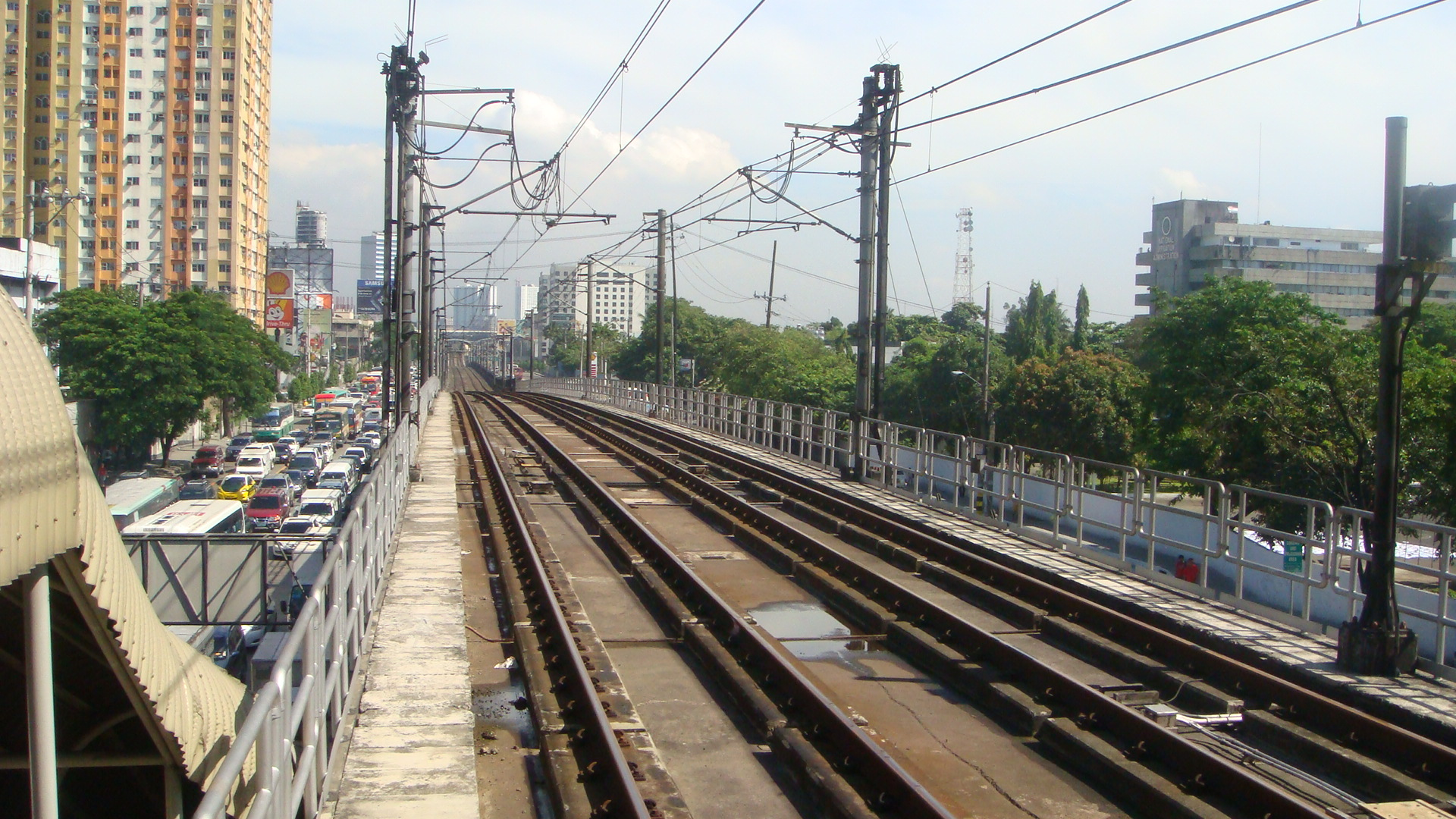
駅からの景色
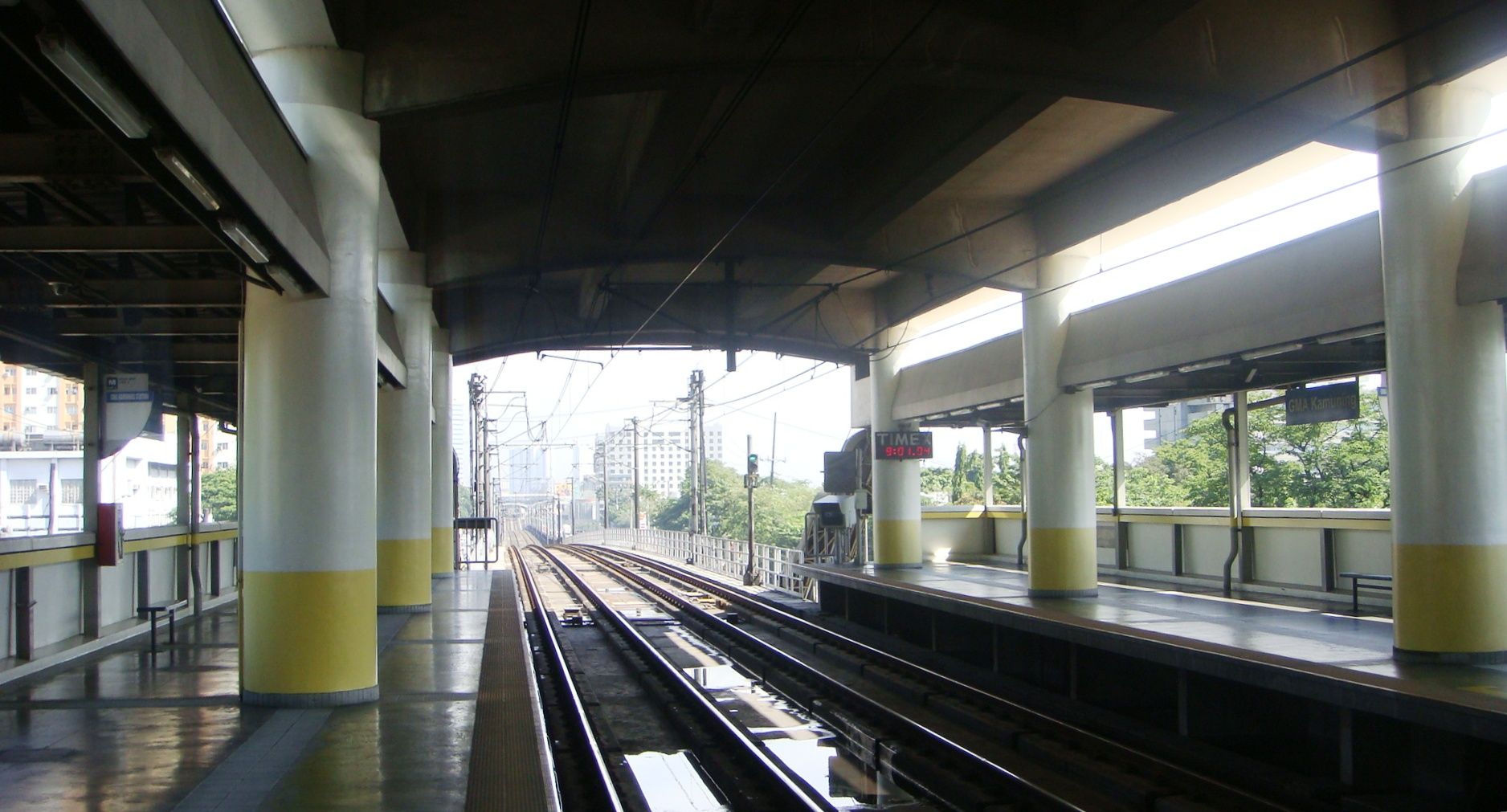
駅構内
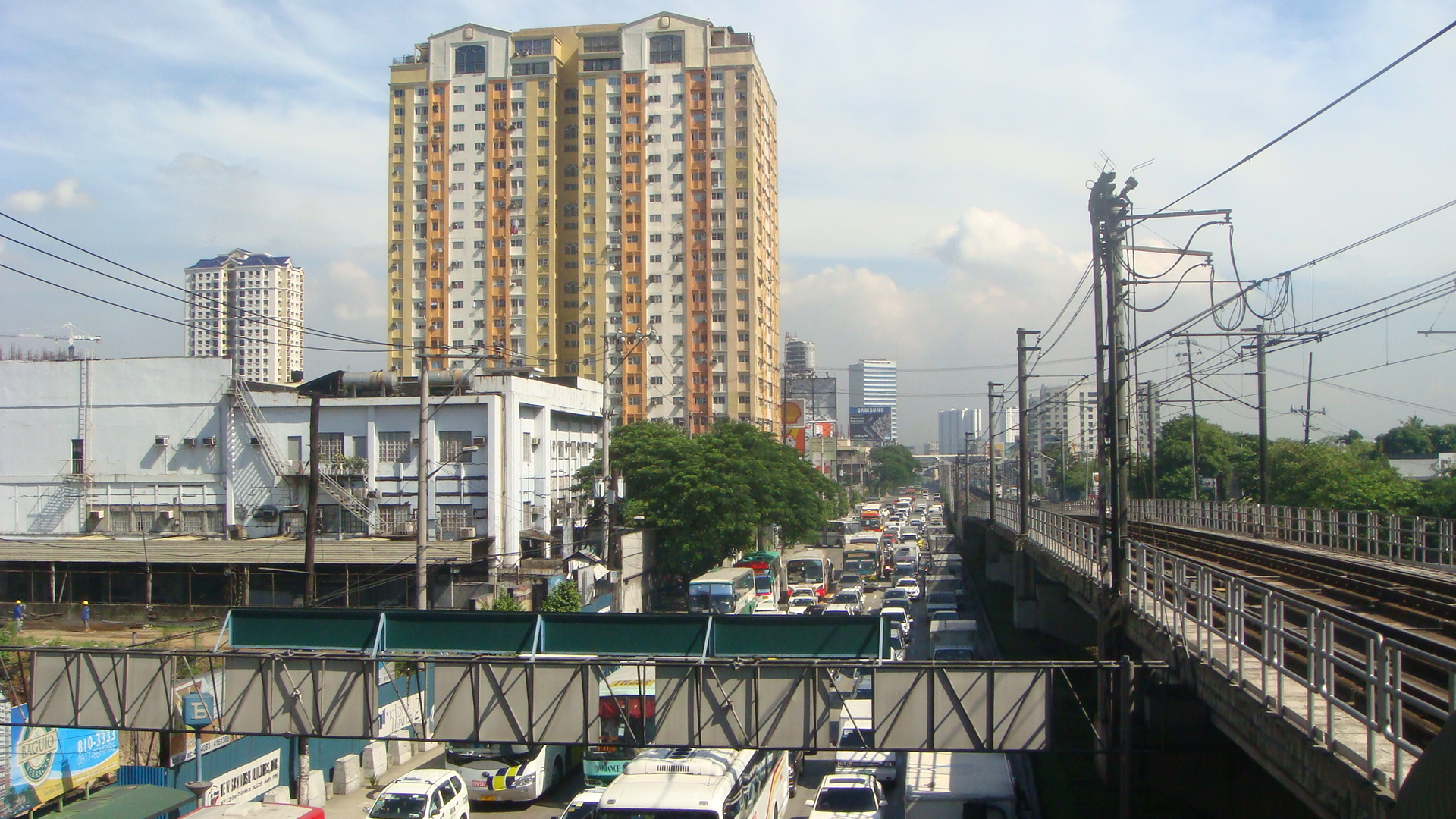
駅周辺の風景